# 迴路追殺令
《迴路追殺令》（英語：Boss Level）是一部2020年的美國科幻動作電影，由喬·卡納漢執導，卡納漢、Chris與Eddie Borey編劇。主演是法蘭克·葛里盧，他飾演一名退役特種兵，被困在永無止境的時間循環之中，不斷地重新回到死去的那一天。其他演員有米路·吉遜、娜奧美·屈絲和楊紫瓊。
本片最初在2012年由二十世紀霍士開發，名為《Continue》，但再沒有進展。2017年11月宣佈製作《迴路追殺令》，卡納漢、葛里盧、藍道爾·艾米特和喬治·富拉監製。本片於2018年5月在佐治亞州拍攝。原本安排電影在2019年8月16日由Entertainment Studios Motion Pictures負責上映，但延遲了。隨後被Hulu購買，於2021年3月5日上映。

## 劇情
Roy Pulver是一名退役的特種兵，發現自己被困在一個永無止境的時間循環中，不斷地重新回到死去的那天早晨。

## 演員
- 法蘭克·葛里盧 飾 Roy Pulver
- 米路·吉遜 飾 Colonel Clive Ventor
- 娜奧美·屈絲 飾 Jemma Wells
- 楊紫瓊 飾 戴風
- 威爾·薩索 飾 Brett
- 安娜貝爾·瓦莉絲 飾 Alice
- 羅布·格隆考夫斯基 飾 槍炮手
- 鄭肯 飾 廚師Jake
- 瑪蒂爾德·奧利維（英语：Mathilde Ollivier） 飾 Gabrielle
- 瑟琳娜·盧（英语：Selina Lo） 飾 觀音
- 昆頓·傑克森與拉沙德·埃文斯（英语：Rashad Evans） 飾 Germon Twins
- 梅多·威廉士（英语：Meadow Williams） 飾 Pam
- Sheaun McKinney 飾 Dave
- Aaron Beelner 飾 Kaboom

## 外部連結
- 互联网电影数据库（IMDb）上《迴路追殺令》的资料（英文）